# القنب الهندي في بوركينا فاسو
القنب الهندي في بوركينا فاسو غير قانوني.

## إنتاج
بين عامي 2009-2011 ، تضاعفت مضبوطات القنّب في بوركينا فاسو. من عام 2000 إلى عام 2005 ، سجلت بوركينا فاسو ما مجموعه 11,411 مضبوطات من عشبة القنب الهندي. يعتبر راتينج القنب ثاني أكثر العقاقير المهربة في العالم.